# Ranunculus crassipes
Ranunculus crassipes är en ranunkelväxtart som beskrevs av Joseph Dalton Hooker. Ranunculus crassipes ingår i släktet ranunkler, och familjen ranunkelväxter. Inga underarter finns listade i Catalogue of Life.